# Cardiocondyla wroughtonii
Cardiocondyla wroughtonii é uma espécie de formiga do gênero Cardiocondyla, pertencente à subfamília Myrmicinae.